# Miasto Đakovo
Miasto Đakovo (chorw. Grad Đakovo) – jednostka administracyjna w Chorwacji, w żupanii osijecko-barańskiej. W 2011 roku liczyła 27 745 mieszkańców.